# 水着

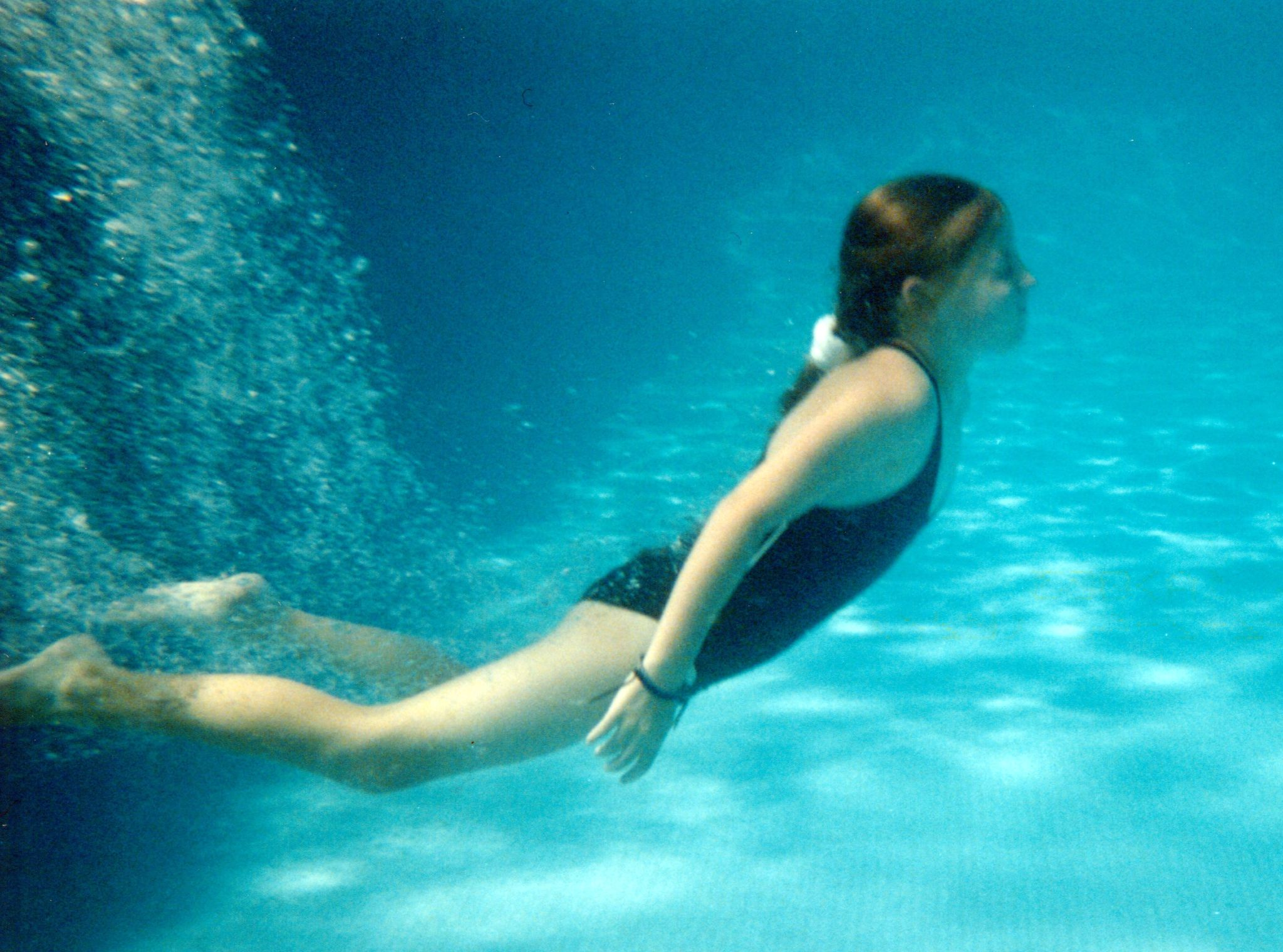
水着を着た女の子がプールで泳いでいる写真

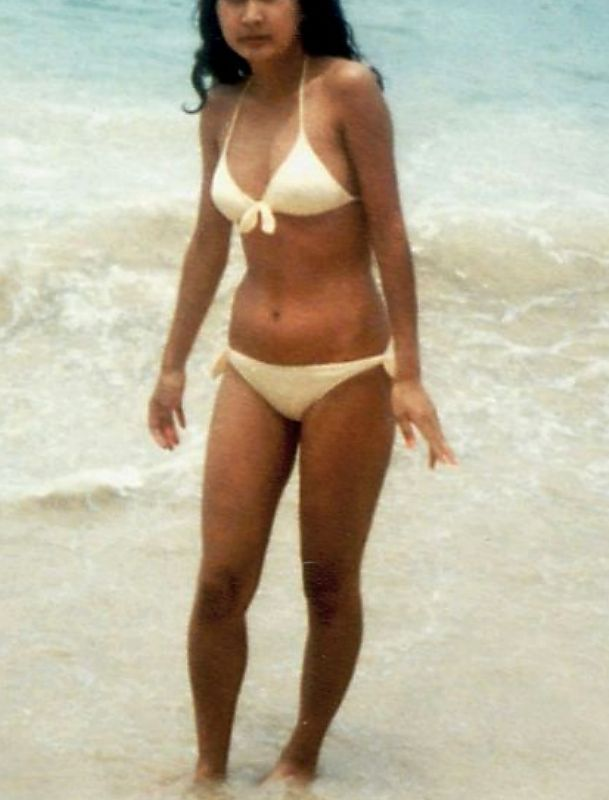
ビキニを着用する女性

水着（みずぎ、swimwear、swimsuit、swimming suit）は、プールや自然の水域（海、河川・湖沼）での運動、水泳・遊泳もしくは潜水用に着用する衣服のことである。競泳や潜水に適したタイプなど、デザイン、構造、素材など様々ある。

## 水着の歴史

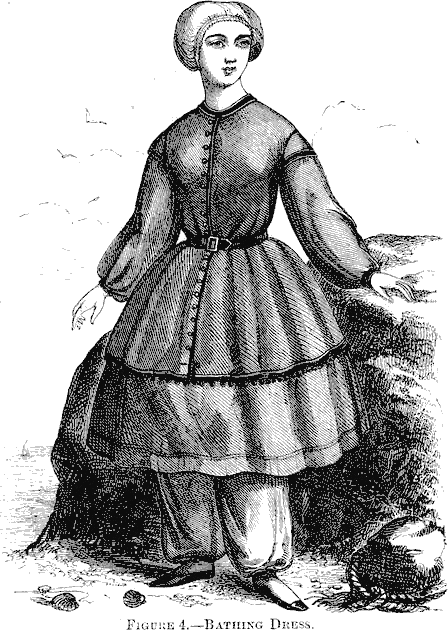
19世紀中頃の女性用水着
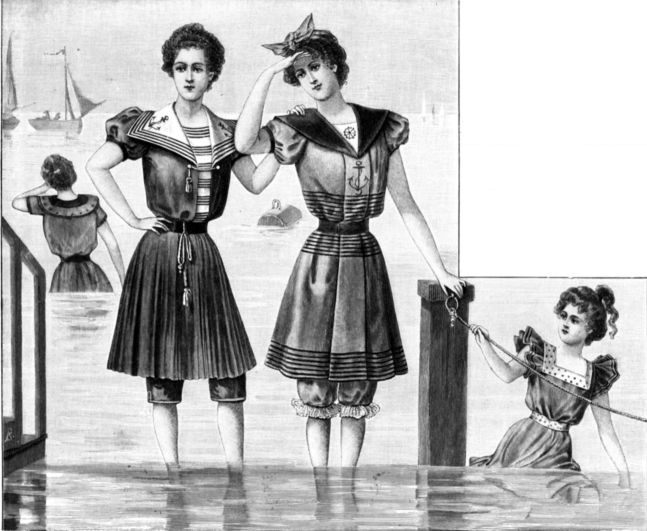
20世紀初頭の女性用水着
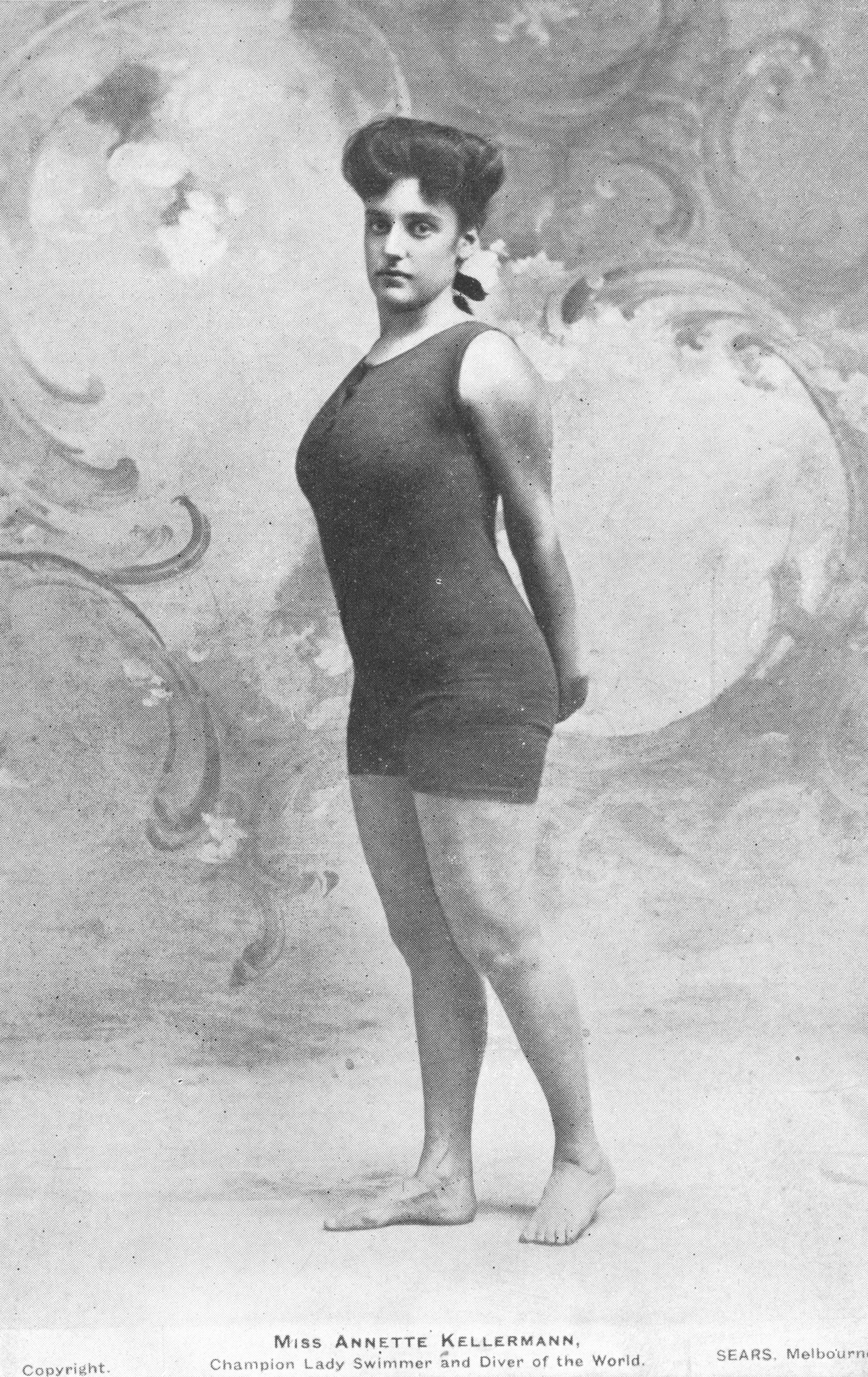
アネット・ケラーマンが1900年代初頭に自身でデザインした水着を着ている写真
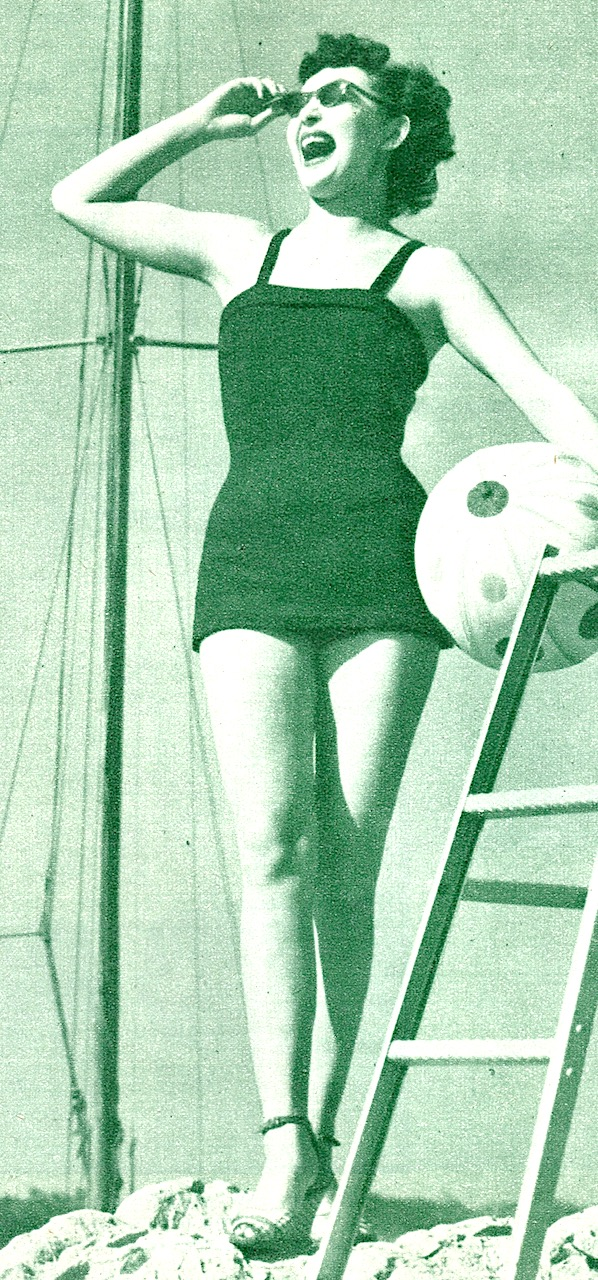
1953年の女性用水着

海水浴や漁撈などのため海などに入る人が主に沿岸住民だった古代〜近世では、「海水浴のための特別な衣服」を用意するという認識は一般的ではなく、下着姿や着古した普段着、時には裸で水につかることが多かったと見られている。一方ポンペイで発掘された壁画では、女性が後のビキニによく似たツーピースの覆いを着けている様子が描かれている。
鉄道網の発達により、一般の人々が海浜地域に出かけることが容易になった1800年代には、水に濡れても肌が透けて見えないようにサージやフランネル、アルパカなどの生地で作られた、肘丈の袖のついた服と膝まで覆うパンツの上下そろいの服（「上下そろい」を意味する「スーツ」という単語がついた、スイミングスーツswimming suitの語源はこれ）が着用された。1900年代に入ると胸ぐりの深い、袖なしのメリヤス製水着が登場。以後、肌の露出部分が大きいデザインへと変化していく。
1907年に「水面下のバレリーナ」との異名で有名だったアネット・ケラーマン（オーストラリア出身のスイマー・女優、英仏海峡の水泳横断に挑戦した最初の女性）がアメリカ合衆国を訪問。これまでの上下そろいで水中の動きを妨げる水着よりも動きやすい、首周りや手足が露出したワンピース型の水着をボストンビーチで着用した際、公然わいせつ罪で逮捕される事件が起こった。体の線がはっきりと現れるワンピース水着は、大胆で活動的な新しい水着の形を社会に示しただけでなく、女性の権利を拡大する運動が盛んだった当時、アネットによる「女性が（活動的な）ワンピース水着を着る権利」のアピールとして受け入れられた。
1920年頃には短いスカートのついたキルト式水着や、スカートを省略して上下を一体縫製した、半月型の深い胸ぐり（「スコップでえぐったような胸ぐり」の意味でスクープド・ネックと呼ばれた）と身頃から裁ち出した幅の広い肩ひもを持った「タンク・スーツ（Tank suit・タンクは水槽、室内プールを指した）」が流行した。活動的・機能的なタンクスーツのデザインは日本で「スクール水着」として知られている学童用水着に継承されている。
1946年にはフランスのデザイナーであるジャック・エイムによってビキニと名づけられた肌の露出の大きいツーピース水着が発表される。「ビキニ」の名は水着の刺激的な印象と、当時行われたビキニ環礁での原子爆弾実験（「クロスロード作戦」参照）の衝撃的な印象が結び付けられたこと、またビキニ島周辺の原住民の伝統的な服装に由来するといわれている。また1964年には、アメリカのルディ・ガーンリックによりビキニのブラジャーを省略した「トップレス」が発表された。
1970年代後半には脚回りの裁ちを高くした「ハイレグ・カット」が登場、伸縮性・耐塩素性の高いストレッチ素材（ナイロン、ポリウレタンなどの合成繊維）が一般的に採用されるようになった。ロサンゼルスオリンピックの開催された1984年以降には、フィットネスクラブやスイミングクラブで健康づくりの一環として水泳を楽しむ、競泳選手以外の人々が増加。競泳水着やこれを基にしてデザインされた体型補正機能を備えた水着の市場が拡大した。
デザインの違う複数の水着を、場所（海岸・プール・リゾートなど）や目的（レース・フィットネスとしての水泳・海水浴や水遊び・ファッションとして着る、魅せる楽しみなど）によって使い分けることが定着している。

## 使用目的による分類

### 運動用
競技やフィットネスに用いられる水着。体を動かす支障にならないこと、脱げにくいこと、（特に競泳において）水の抵抗を減らすことが求められる。競泳用水着、スクール水着、フィットネス水着など。過去、競泳選手は水着自体による水の抵抗を減らすために肌の露出度を高める傾向があり、男子はブリーフ型、女子はハイレグ型が一般的であった。2000年代頃から水着の素材や表面の模様を工夫することによって、水着表面の抵抗が肌の抵抗を下回るようになると、首、手首または腕、足首を除き、全身を包み込む様な物等が普及し始め、長尺の水着を使用する事が多くなった。オリンピック競技などの水着は新素材・ハイテク素材が積極的に投入されている。ライフセーバーにおいても同様の全身を包み込む様な物等が普及し始めているが、これらは危険回避や体温の維持などを重視した物が多い。
- 競泳用 - 基本的に「競泳用」と呼ばれるものは水泳連盟（世界水泳連盟〈WA〉←国際水泳連盟〈FINA〉）の公認を受けている。密着度・圧迫度が非常に高くフィットネス用途に比べると伸縮性が低い。抵抗が少なく身体の無駄なブレを防ぐが、耐久性は重要ではないため劣化が激しい[注釈 1]。また、男子水着は女子と同じワンピース型を除き腰で履くことを想定されている。これは、腹にあわせてしまうと、水の流入方向、臀部と腹部の径の違い、動作による腹部の径の変化から密着性が損なわれ抵抗が増大するためである。このため臀部（臀裂）が若干露出状態になるが、着用する水着が既製品であるため避けられない。しかし、臀部（臀裂）が大きく露出する状態は臀裂と水着との隙間に入り込む水が多く、結果抵抗となる。また、競技用のハイグレードの水着は極端に小さいサイズを着用すると大腿部や臀部の動作に制限が起きやすい。このような状態は競技には向かず、水着のサイズが合っていないと言える。男女ともに、適切なサイズより小さいサイズを選択することは、この2つのデメリット以外にも、素材が伸びすぎてしまい設計意図どおりの性能を発揮できな可能性があり、サイズ選びは注意が必要である。

- フィットネス用 - 競泳用に比べタイトではなく水中運動を楽しむためのもので、素材の自由度が高いためデザイン性が高い。ほとんどの製品が柔らかく伸縮性の高い生地を（部位・製品によっては二枚重ねで）使い、動きやすさ、着心地への工夫がなされている。形状としては競泳用に準ずるものが多いが女子用はセパレーツタイプもある。

| 水球用水着 男性(左)、女性 (右) |  | 水球用水着 男性(左)、女性 (右) |
| 水球用水着 男性(左)、女性 (右) |  |                                |

- 水球用 - 競技特性上、滑りやすい素材を二枚重ねにしたり、表面処理を施しつかみにくく、破れにくくなっている。二枚重ねを施すことなどにより全体的に生地が厚めに仕上げられているものが多い。水球の稼動範囲の大きな動きに対応した、臀部の生地にゆとりがあるものもある。

### 遊泳用
ファッション性を重視し、男性はサーフ形、女性はワンピースタイプや、胸部と下腹部にそれぞれ着用するビキニタイプといわれるものが一般的である。海岸での海水浴やプールなどでの水遊びのために用いられる水着。専ら見た目の華やかさ、スタイルを美しく見せることが重視される。特に女性用は各メーカーのファッションデザイナーが毎年、新作を発表し水着キャンペーンガールと呼ばれる女性達が広告宣伝を行っている。デザイン・色・模様などはまさしく千差万別ではあるが、白のように薄い色合いの布地は水に濡れると透けてしまうことから（後述するような「見せるためのもの」を除いては）使われることは少ない。しかし2000年代頃より「透けない白」などと呼ばれる新素材を用いたものが登場している。

### 潜水用
シュノーケリングなど、主として水面で行われるレジャーとしての簡易な潜水の場合は、多くの場合遊泳用水着が用いられる。潜行を伴うスキンダイビングやスクーバダイビングでは、ウェットスーツやドライスーツが用いられる場合が多い。水温が30℃を超えるような場合には、ダイブスキン（あるいはスキンスーツ）と呼ばれる、全身を覆う形状の水着が着用される場合もある。

### ラッシュガード
低温、紫外線、擦過傷、あるいはクラゲ等の有害生物から身体を保護することや肌の露出を少なくすることを目的としたトップス用水着である。シャインガードと呼ばれる場合もある。他の水着と併用され、サーフフィンの場合ウエットスーツの内側に着用されることが多い。また有害生物が内部に侵入することを防ぐため、伸縮性のある生地を用い、身体に密着させる。形態は男性用、女性用ともほぼ同じで、着丈の比較的長い長袖あるいは半袖である。素材としては身体の保護性能を高めるため、他の水着よりは厚く、目の詰まった素材が用いられることが多い。形態・素材の点で従来の水着と若干異なるため、商品としては水着とは区別して販売される傾向にあるが、用途や基本的な構造等の点では実質的に水着そのものである。ボトムス向けには「スイムトレンカ」や「スイムレギンス」などがあり、目的はラッシュガードと同じである。特に保温性能を高めた商品は「ウェットインナー」の名称で販売されていることがある。また、全身を覆うワンピース型の商品は、特にダイブスキンと呼ばれ、ラッシュガードとは呼ばれない。

### 見せるためのもの
水着を着用して、水着を含む体全体を第三者に見せる事自体を目的とする時に用いられる水着。
水着をファッションとして使用するため、デザインや肌の露出度の高さが水着本来の機能よりも優先されることが多い。水着キャンペーンガール、レースクイーン、ミス・コンテスト、またはアイドルの水着撮影会の時に着用される。他にボディビルダーが極端に布地の面積の小さいビキニタイプの水着を着用する場合もある。
余談だが、ダンス、体操競技などで着用するレオタードもあるが、中にはデザイン的に水着と大差ないものもある。水着との相違点は、レオタードは腰や腹、胸だけでなく、肩や背中、首、両腕まで全身にフィットする作りであること。水着でお馴染みのスパンデックス素材を使用したローレグタイプの長袖レオタードは、体操、新体操選手など多くの女子、女性に練習、競技をはじめ、写真撮影で健康で魅力的な身体を見せるのに着用され、水泳等で水着として着用されてもおかしくなかったが、水中での透け対策の裏地が付いていなかった為に使われなかった。
後に中国にある青島アンダーウォーターワールドのアトラクションのひとつとして「水中オリンピック」が行われ、その中の演目の一つとして女子新体操選手に扮装する女性ダイバーが披露する「水中ダンス」がある。巨大水槽に潜りながら演技を見せるのに見た目と様式をきちっとしたい理由で、女性スキューバダイバーには体操・新体操等で使用するローレグタイプの長袖レオタードを着用し、足ヒレを付け、水中ゴーグルを装着したら巨大水槽に飛び込むこととなる。水中では着衣水泳を行う感覚で潜り、全身びしょ濡れになりながら演技を披露するなど、レオタードが水着として使用された一例である  。

### 女子プロレスラー用
女子プロレスラーの試合用コスチュームも、通例『水着』と呼称する。これはかつて、水着を改修して試合用のコスチュームとしていたことにより言い習わされたもので、1990年代後半以降も新人は水着を改修したものを使用することが多かった。しかし、後にコスチュームの多様化もあり「リング・コスチューム（リンコス）」との呼称が定着している。

## 水着と性別

### 女性用水着

#### デザインによる分類

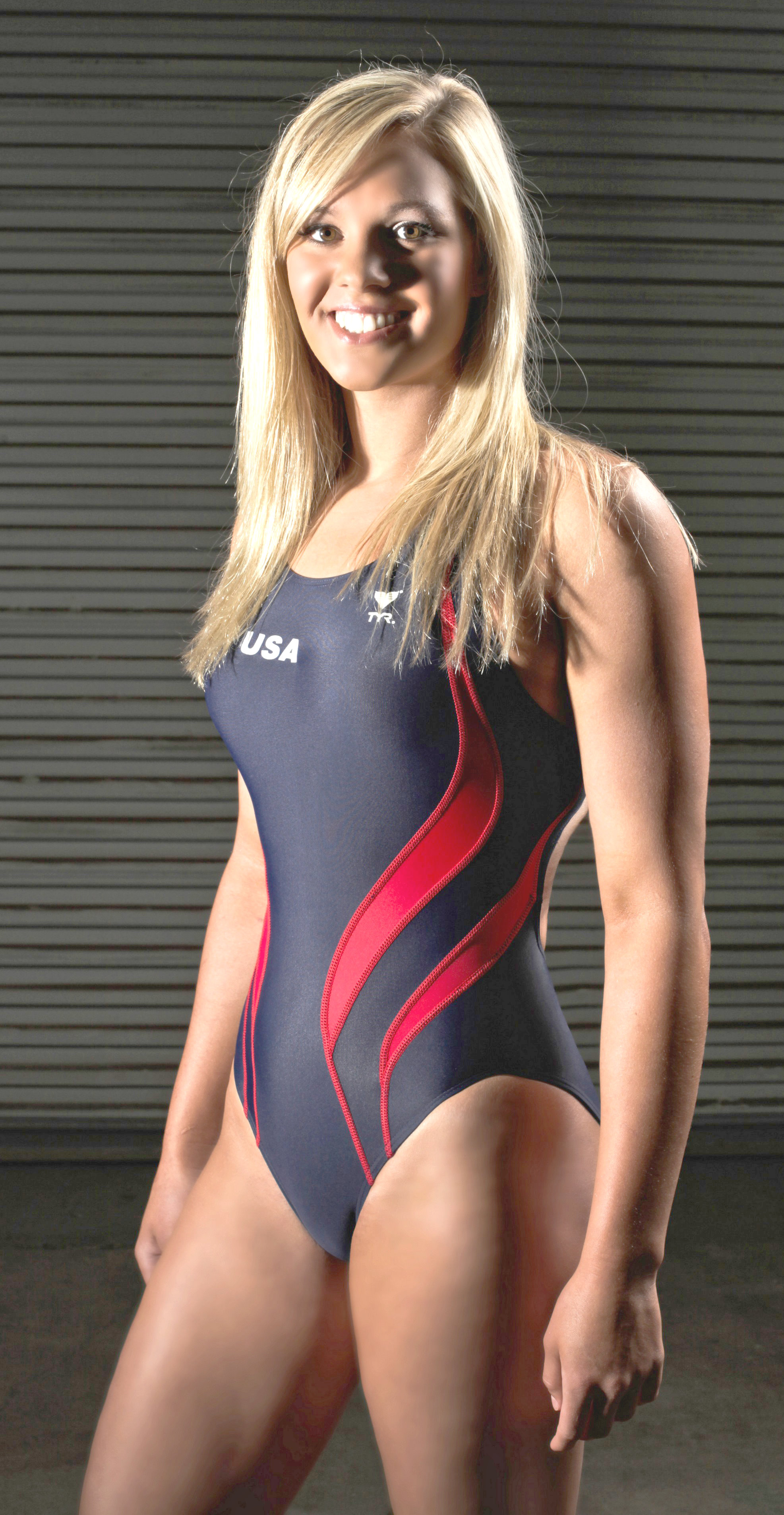
ワンピース型競泳水着

- ワンピース水着（英: One-piece swimsuit）(en) - トップスとボトムスが繋がっているタイプ。
  - モノキニ - バックのデザインがビキニのようなデザイン。
  - Aライン - ボトムスにスカートがついたデザイン。
  - スリングショット - 2本のストラップだけで首からボトムスまで連続しているデザイン。
- ツーピース水着 - トップスとボトムスがそれぞれ独立したタイプ。
  - セパレーツ - ビキニを抑えた感じのデザイン。
  - タンキニ - タンクトップやキャミソール型のトップスとボトムスが組み合わさったデザイン。
  - ビキニ - 布地が小さいデザイン。
    - 三角ビキニ - トップとボトムが三角の形をしたビキニ。
    - マイクロビキニ - 最小限の部分だけを覆うビキニ。

#### トップスのラインによる分類
- ベアトップ - バストより上をカットしたデザイン。細い紐状のストラップを持つものと、後述のストラップレスに分類されるものがある。
- ベアバック - 背中を大きくカットしたデザイン、バックレス。
- ベアミドリフ - ウエスト部分を大きくカットしたデザイン、寸胴を目立たせなくする。
- Vネックライン - 胸元を深くカットしたデザイン、バストラインを美しく見せる。
- ホルターネック - ストラップを首に吊るしたデザイン。
- ハイネック - Vネックとは逆にバストラインから首までを覆い肩のみが露出するもの。ただし装飾的な穴を有する場合はある。
- ワンショルダー - 片方のストラップをとったデザイン、肩幅の広さを目立たなくする。
- ストラップレス - トップスに肩ひもがない形のもの。和製英語で、英語圏ではバンドゥ（英: Bandeau）という。胸の大きさが目立たないという長所がある反面、上からの衝撃には弱いという欠点がある。ビキニの場合はチューブトップとも言い、背中はひもでなく太い布とするのが一般的（ストラップレス+モノキニでは背中で布を結ぶデザインもある）。また好みにより肩ひもが着脱可能なものもある。
- センターストラップ - 肩ひもが首から胸の中央までV字になっているもの。これも胸が目立たず、可愛いという特徴がある反面、乳首と肩ひもの位置が一致していないため、やはり上からの衝撃に弱い。またチューブトップブラと組み合わせる場合や、トップスのセンター部分が極く細くなっていて、ストラップとブラの下のワイヤのラインでX字を描くデザインも見られる。
- ワイドストラップ - センターストラップと逆で、胸の両側までハの字になっているもの。
- クロス・ストラップ - ストラップが首の少し下付近で交差し、それぞれの肩から逆側のバスト部分にストラップが繋がっているデザイン。背中側が首で吊る形状のものを特にクロスホルターという。

#### ボトムスのラインによる分類

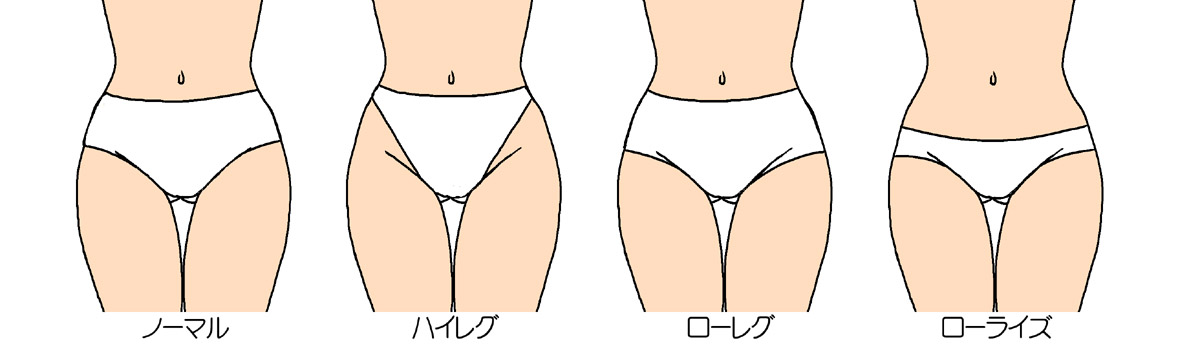
ボトムスライン　分類

- ハイレグ - 腰骨あたりまでカットされたデザイン。ローライズに替わって1980年代後半より流行。従来の競泳大会ではこの水着で出場する選手が多かったが、現在は減少傾向である。
- スーパーハイレグ - サイドが3〜4cmしかなく腰骨より上にハイカットされたデザイン。
- ローレッグカット - カットが非常に浅いデザイン。
- ボーイレッグ - ショートパンツ風のデザイン。
- ローライズ - 股上が浅いデザイン、1970年代〜1980年代前半に流行ったが露出度が高く短足に見えるため、グラビアアイドル以外では余り着られない。
- キュロパン - ショーツとキュロットスカートが一体になったもの。
- スパッツ - スパッツ状になったデザイン。股下丈は様々で、スクール水着やプールでのフィットネスで需要が増加傾向であるほか、競泳大会ではハイレグに替わって股下4-5分丈前後の水着で出場する選手が多くなっている。なお、膝下まで覆う股下5分丈超の水着は2010年より、ルール改正により世界水泳連盟（旧国際水泳連盟）主催・公認大会の競泳大会では使用できなくなった。

#### ボトムスのバックによる分類
- フルバック - ボトムのバック全体をすっぽり覆うデザイン。
- ブラジリアンカット - ハイカットでボトムのバックが1/2カットのデザイン。
- リオカット - よりハイカットでボトムのバックが1/2カットのデザイン。
- Cストリング - ウエスト部分に紐がなく、全体にC字型の針金が入っていて、クリップが股間をはさむような形で装着される。Iバックともいう。
- Tバック - ボトムのバック‐デザインがT字型で、以下のものの日本での俗称。和製英語。
  - ソング - ボトムのフロントは普通のビキニで、バックがT字型のデザイン。
  - タンガ - ボトムのフロントとバックがV字型、サイドがひも状のデザイン。
  - Gストリング - ボトムのフロントがV字型、バックとサイドが細いひも状のデザイン。

#### 結合部・ストラップによる分類
結合部
- ひもを結ぶ - 結びは蝶結びとなる。三角ビキニでは主流。
- 布を結ぶ - 二重にこよりを作って縛る。意外とほどけにくい。結びの先は、漫画やアニメなどのフィクションでは木の葉形で描かれることが多いが、現実には抜けにくくするため、へらのような縦長逆台形とするのが一般的。

以下の四方式はチューブトップや矯正ビキニなど、背中の結合部にストラップでなく布を使う水着に多い。
- L字式ホック - ブラジャーでは、結合部を外側から体側に引っかける方式が多いが、水着では右肩側のL字状プラスチックパーツを左肩側のくぼみに入れる方式が多い。また結合部が背中でなく、左のブラの脇の下に設けられているタイプもあり、これは背中に比べ、一人で装着しても見え易くかけ易い、寝転がっても背中に当たらないなどの長所を持つ。
- バタフライ式ホック - 長方形または長円形のプラスチック板をX字状に交差し、指で押して平らにすると、男児向けプラスチック玩具でよく使われるはめ込み機能が働いて固定される。L字式の次によく使われるが、ある程度縦の高さを必要とするため、背中がひもになるデザインには使われない。
- 知恵の輪式ホック - 左右で微妙に形が違う輪の先に小型の分銅があり、右の分銅を左の輪に通す。指で押して固定する手順はないが、ひもの弾力で引っ張られて自然に直線化されるので、隙間なく固定される。強度上必ず金属が使われるので、リングの形や分銅の部分に装飾が施せる特徴を持つ。こちらは逆にひも限定。
- ベルト - 一般的なベルトのように縮めて固定するもの。ズボンのように金属突起と穴を使うのでなく、余ってたるむ部分を金属パーツでZ字状に折りたたむ。このため背ひもの左右は物理的に緩むことならあり得るが、外れることは絶対ない。

バック全体の構成
- ニの字バック - 首の後ろと背中の後ろにそれぞれストラップが存在するもの。三角ビキニではほとんどがこれである。ストラップレスでは首の後ろ、スリングショットの一部では背中の後ろのストラップは存在せず「一文字」となる。またワンピースでも背中に大きな穴があると、ニの字に近くなる。
- 逆Tの字バック - 首ひもが首の後ろでなく、下の背ひもに固定されているもの。結合部は背ひものみ。形状としてはブラジャーと同じ。
- Tの字バック - 首の後ろと背中の後ろがI字状態の直線で結合しているもの。結合部はなく、露出度の割にずれにくい。セパレーツや競泳水着に使われる。本来はこの形の競泳用水着の事を"Tバック"と呼んでいる（日本の用法は誤用）。

その他
- バッククロス - 背中でストラップを交差させたデザインで、背中を小さく細く見せる。ストラップは結合部なし、またはブラや腰の部分で金属パーツを引っ掛けて固定するものも多い。主にワンピースやスリングショットで見られ、新タイプスクール水着では交差部の下部が布と一体化している。ビキニでは物理的にブラの位置が苦しくなるので使われない。
- タイサイド - ボトムスのサイドをストラップや布で結ぶことでサイズを調整するもの。実際に結べるタイプは、ある程度の長さを持っている。飾りとしてダミーの紐となっているものが大変多く、何本も枝状になったストラップ、大きな布、妙に短いものなどがあり、外観からある程度判別できる。
- この他にボタンやスナップを使った水着もあったが、後にデザインセンスとしては古くなり、幼児向け水着などにしか使われなくなった。
- ストラップを結ぶタイプは結び目が抜ける、およびストラップが端からほつれるのを防ぐため、端をきつく玉縛りにしてあるが、ここにビーズなどのミニアクセサリーをぶら下げるデザインも見られる。

#### その他
- 遊泳用としてはボトムスにミニスカートやホットパンツ、パレオ等を併用する場合がある。
- パイピング - 布の縁がパイプの様に少し太くなっているもので、パイピングだけ色を変えるデザインが多く見られる。ビキニは布の周囲全てにパイピングがあり、2000年頃からは白い布に赤いパイピングが人気。またストラップとあわせて左右や上下で色を様々に変えるパイピングもある。ワンピースはブラの上のみがパイピングで、競泳水着でストラップと同じ色にするものが多い。
- パレオ - ボトムに巻いた布。トロピカルなイメージがあるが露出度が減るため、男性より女性の視点で人気がある[要出典]。

### 男性用水着

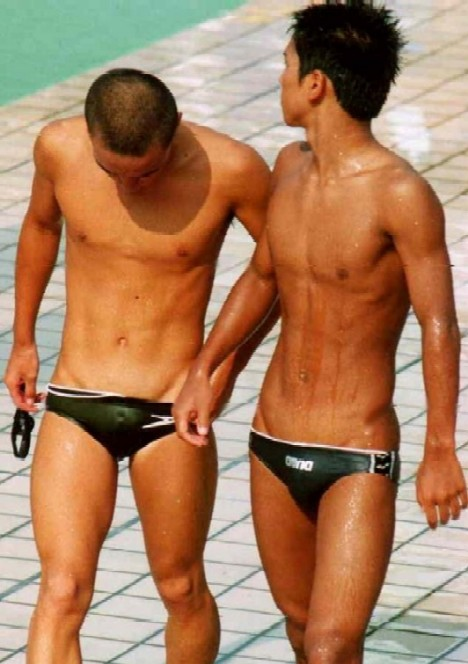
ブリーフ型の水着（ブーメランパンツ）を履いた競泳選手

男性はボトムスのみが多いが、一部トップス（トップスとボトムスが繋がっているものを含む）も存在する。男性用水着の俗称としては形状・用途に左右されず、海水パンツ（海パン）が圧倒的である。
- ブリーフ型 - 股下丈が無く、脚の自由度が高い。競パン、ビキニ、ブーメランパンツと呼ばれることが多い。遊泳、フィットネス、競泳用ともに種類は比較的豊富。競泳大会では従来はこの型を着用して出場する選手が多かったが、後に臀部・大腿部のブレをおさえられないためこの型を着用して出場する選手が減少し、遊泳やフィットネスなどでも太股露出への抵抗感から減少傾向であるが、生地面積が少なく一番安価であるため廃れない。下腹部・臀部の形状に沿った日焼け跡になるため、日焼けの際の水着として好まれる傾向がある。サイドラインを太くし、ファッション性を高めたショートボクサーに近いデザインもある。競泳でも履き方に流行廃りがあり、過去には男子用ビキニ型の装着位置を過度に下げて履くことが流行った時期があり、小さ目や細めの水着をメーカーも発売していた。
  - Tバック - バックスタイルがT型の形状になっているタイプ。臀部が隠れない。日本では公衆施設などで着用して遊泳する者は少数。男女ともに着用が禁止されているプールもある。和製英語。
  - ビキニ - ブリーフ型の中でも、特にサイドラインが細く、さらに露出度が高いもの。腰（骨盤）より上にサイドラインが来るタイプもあるが、こちらは競泳用ではなく、ボディビルダーが身体を見せるのに使うポージングに使用することもあるなど、ファッション性重視である。大会に出るようなボディビルダーが主に履いているものはビルダーパンツなどと呼ばれ水着とは別物である。なお、女性用をビキニというのに対して男性用のそれはモノキニとも呼ばれる。
  - ブーメランパンツ - 競泳用のタイトなブリーフ型水着を前方から見た時、ブーメランのように見えることからつけられた呼称。略称は「ブーメラン」「Vパンツ」など。
  - 競パン - 文字通りでは競泳用パンツの略称になるが、「競パン」だけでは、水泳をやっていなければ何の競技のパンツなのか意味が通じない。競パンと呼称する場合、主に男子のブリーフ型を指し、競泳用に留まらずタイトなブリーフ型も含む。スパッツ型などは通常含まれない。元々、男性同性愛者が使っていた言葉で、一般的にはほとんど通じない。また販売店でもそのような呼称では販売していない[注釈 2]。ショートボクサー型の水着を履いた競泳選手

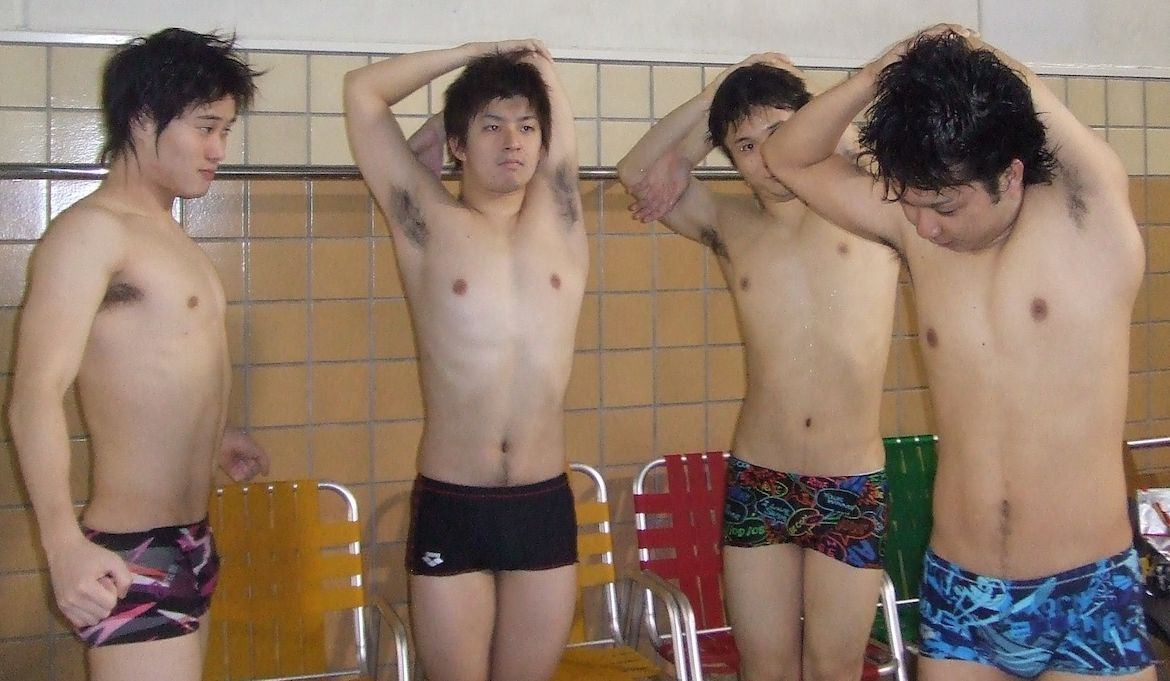
ショートボクサー型の水着を履いた競泳選手

- ショートボクサー型 - 股下0-1分丈前後でショートトランクス型、ボックス型ともいい、股下数センチ(主に3〜7cm)までを密着して覆い、太股の大半は露出する。生地面積・露出度はブリーフ型とショートスパッツ型の中間でデザインに凝ったものが多い。俗に言う耐久水着や抵抗水着で一番多いタイプである。トレーニング用途（アリーナのタフスーツ、ミズノのエクサースーツなど）に特化する観点から素材もポリエステル100%と水着の早期劣化原因となるポリウレタンを含まないものが多いが、少数だが競泳用とほぼ同じ素材を使用し、国際水泳連盟（Fina）の認証を取得したものもある。ショートスパッツ型の水着

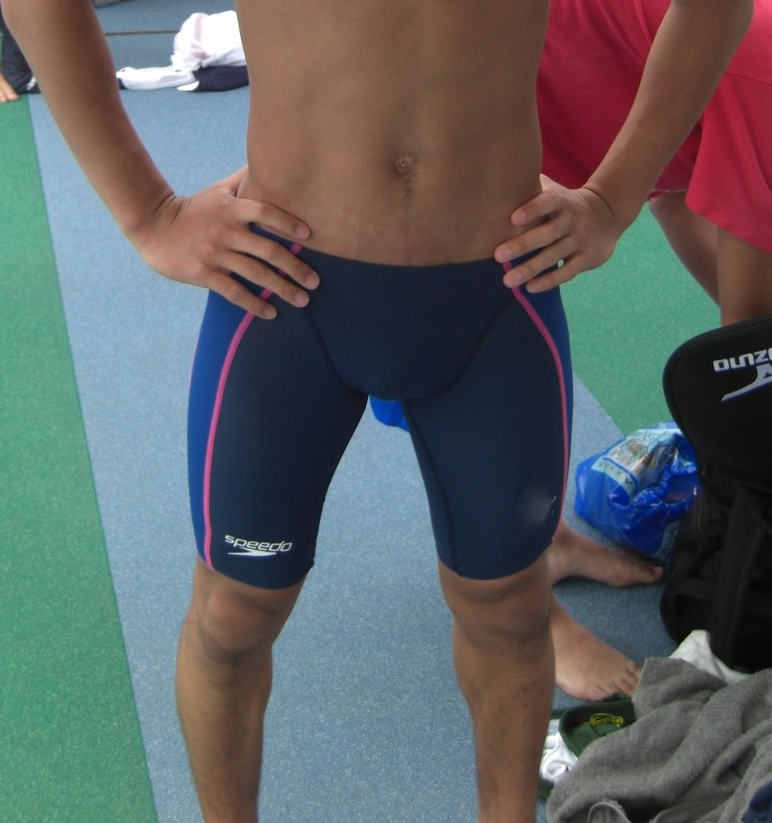
ショートスパッツ型の水着

- ショートスパッツ型 - 股下2分丈前後-5分丈で、太股の半分程度を覆う股下2-3分丈前後のものはミドルトランクス型ともいい、膝上から膝まで覆う股下4分丈前後-5分丈のものはロングトランクス型ともいう。主にプールでのフィットネス、競泳用である。「ハーフチューブ」「ハーフパンツ」「ハーフスパッツ」「ジャマー」とも言われる。競泳大会ではブリーフ型に替わってロングトランクス型で出場する選手が多くなっている。またスクール水着やプールでのフィットネスでも需要が増加傾向である。ロングスパッツ型の水着を履いた競泳選手

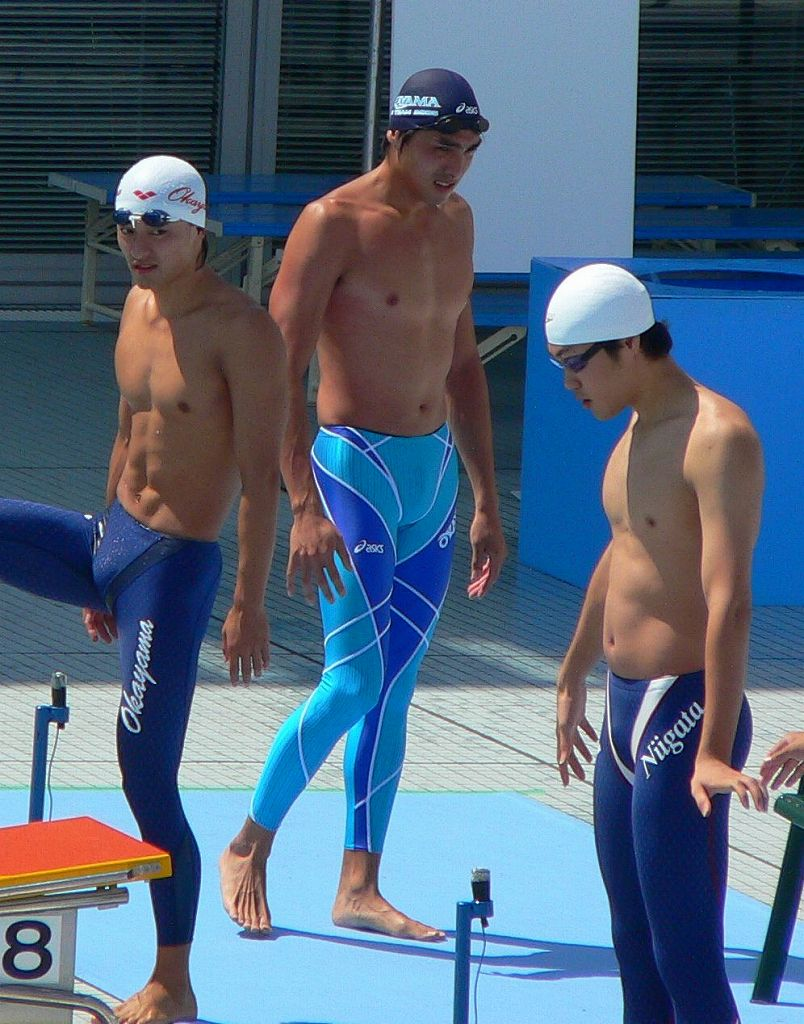
ロングスパッツ型の水着を履いた競泳選手

- ロングスパッツ型 - 膝下まで覆う股下5分丈超のタイプ。競泳用である。チューブ、ロングチューブ、フルレングス、レッグスキンとも言われる。2010年より、ルール改正により世界水泳連盟（当時：国際水泳連盟）主催・公認大会の競泳大会では使用できなくなった。
- ワンピース型 - 主に競泳用で、トップスとボトムスの一体型水着。
  - ショートジョン - 下半身を膝上まで、上半身は肩掛けの水着。2010年より、ルール改正により世界水泳連盟（当時：国際水泳連盟）主催・公認大会の競泳大会では使用できなくなった。
  - ロングジョン - 下半身を足首まで、上半身は肩かけの水着。2009年時点は、トップ選手の間では主流だが、2010年より、ルール改正により世界水泳連盟（当時：国際水泳連盟）主催・公認大会の競泳大会では使用できなくなった。
  - フルボディ - 首から下、手首・足首まで、ほぼ全身を覆う水着。過去、競泳用だったがルール改正により2009年現在、世界水泳連盟（当時：国際水泳連盟）主催・公認大会では使用できなくなった。
- サーフ型 - 主に遊泳用でファッション性が高い。肌に密着しておらず抵抗が大きいため、水泳運動そのものには向かない。色、デザインに凝ったものが多い。従来は半ズボン並の股下1-2分丈前後が主流であったが、後にハーフパンツ並の股下4-6分丈前後が主流となった。
- ふんどし型 - ふんどしやGストリング、タンガ、ソングなどTバックに近い布が少なく肌の露出が多い水着。

### ジェンダーレス水着
男女同デザイン（長袖で首下から膝までを覆う）の「ジェンダーレス水着」を導入する学校が日本では増えており、異性に水着姿を見られることへの恥ずかしさ解消や日焼け防止を理由に支持されている。

## 競泳水着

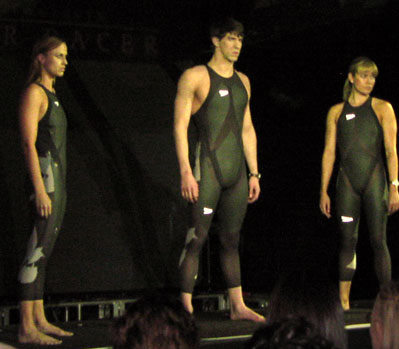
SPEEDO レーザー・レーサー

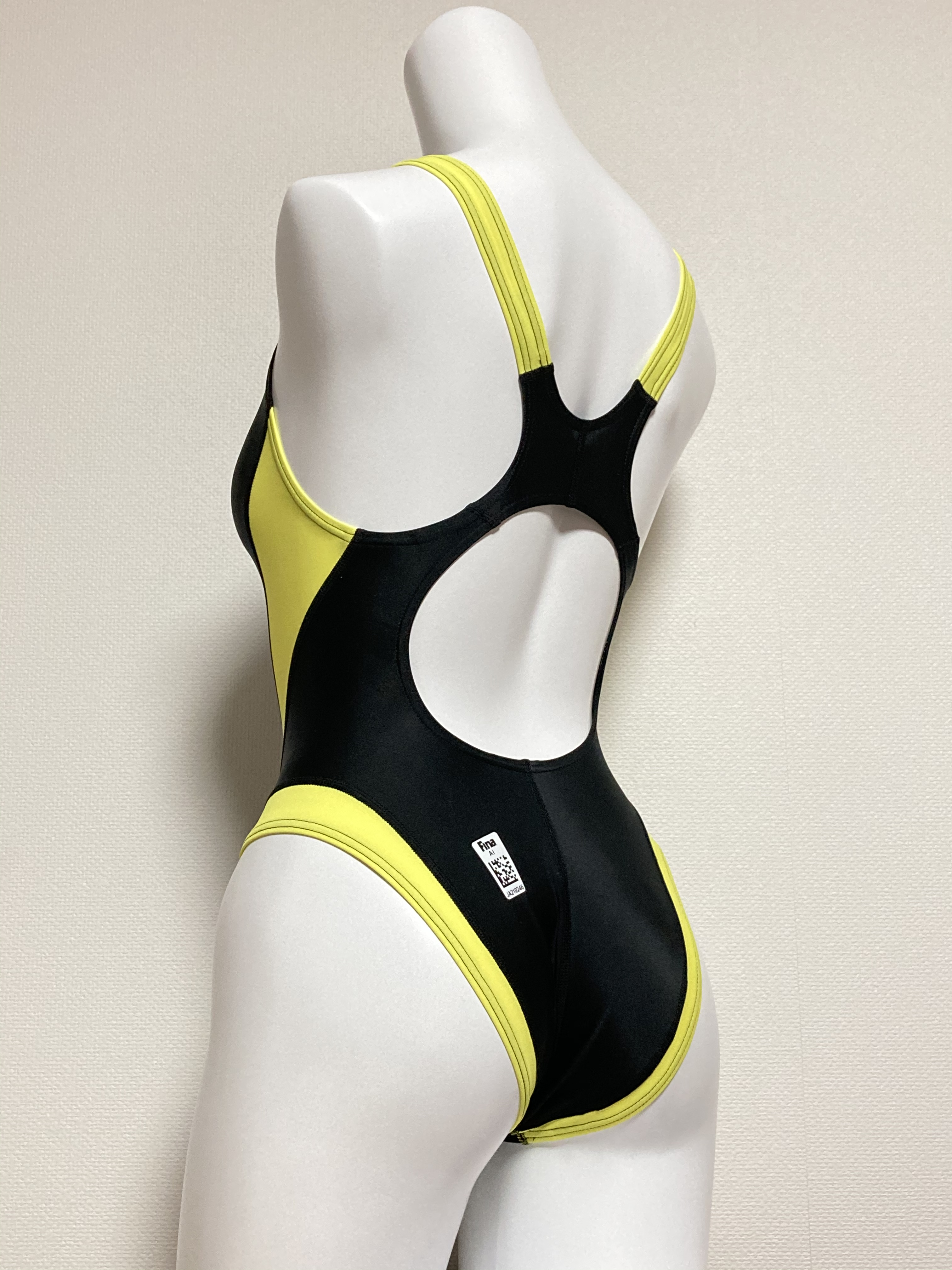
Jaked FINA認定水着

競泳水着は1970年代以降、素材の改良やデザインの見直しが常に行われ、記録の向上に寄与してきた。そんな中で水着の製造・販売に携わるスポーツ用品メーカーの競争が繰り広げられ、業界再編に繋がるケースも出てきた。
国際水泳連盟(Fina、現：世界水泳連盟〈WA〉)は2007年、「北京オリンピックから、水着表面に（高速化のための）特殊な加工を施すことを禁じる」決定を行った。これにより各メーカーでは、「鱗入り」「突起付き」「ストライプ入り」水着の製造中止に追い込まれた。このルールの周知を徹底させるため、国によっては新ルールを前倒しで実施して大会を行うケースもある。そうした中、SPEEDO社が開発した「レーザー・レーサー」をめぐり、2008年、全世界の水泳界で大きな騒ぎとなった。
2009年7月24日に、国際水泳連盟は総会で2010年1月1日からラバー皮膜やポリウレタン皮膜等の非透水性素材を使用した水着を全面禁止にする新規定案を固め、素材は布地製に限定されることになった。水着が覆っても良い範囲は、男子は臍から膝まで、女子は首を覆わない範囲から膝までに限定され、さらに素材の厚みや浮力についての規制も強化された。

### バーコードシステム
さらにそれらを担保するため、新たに二次元コードを利用した水着管理システムを導入し、お尻にFina規格承認バーコードが無い水着を公式大会で着用することを全面的に禁じた。1年の猶予を経て、日本を含め2011年4月から全面実施に移行している。
バーコードにはメーカー・型式・承認時期などのデータが記録され、更に個別の承認番号も記されている。大会では概ね次のように運用される。この検査は目視確認との併用を原則とする。目視確認は、商標等の大きさに関する規定が守られているかや、「同一種目の予選から決勝までは同一の水着を着用しなければならない」というFinaルールが守られているかを把握するために行われる。
1. まず予選で招集時に尻のバーコードがあるかを確認すると同時にデータをスキャンし、運営本部等のサーバーに登録されている承認水着のデータと合致するかどうかを確認する。バーコードがあってもサーバーデータと合致しなかった場合、水着ルール違反ということで失格扱いになる。これは将来の水着ルール改正にも対応できるようにする狙いがある。スキャンしたデータは選手の個人情報と結びつけ、保存する[注釈 3]。
2. 準決勝以降もやり方は同様であるが、新たにそれまでに読み込んだデータとも合致するかの照合も行われる。これは、「同一種目同一水着着用」規定に違反していないかどうかを確認するためでもある。
3. 当初はバーコードスキャンは規模の大きな大会を除いては実施が難しい場合があり、その場合は目視確認のみとなることもある。

劣化によって承認バーコードが剥がれることも十分に考えられる。その救済策も用意されてはいるが、バーコードが剥がれた水着については競技用として使い続けるのは望ましくなく、普段の練習用に下ろすしかないのが実情である。
2013年元日の時点では、バーコード導入後の大きな水着規則改正が行われていないこともあり、バーコードがありながら承認取り消しとなったケースは特に無い。

### 素材
20世紀後半においては、水着の素材としてはナイロン：ポリウレタン=4：1の比率で混紡された糸を使った織布が一般的であった。ポリウレタンを混ぜたのは、ナイロンが可塑性に乏しく、これを補うためであったが、ウレタンの化学的性質により劣化しやすいという水着の欠点のもととなった。
1980年代後半になると、この問題を解決すると同時に糸を細くするためナイロンに替わってポリエステルをベースとする糸が布のもととなるケースが増え、後に競技用水着素材の主流となった。しかし2010年代実施のFinaの水着規則改正後、トップスイマー用の水着で敢えて締め付け効果を得るため再びナイロンベースの布が使用されるようになっている。
水着で用いられるポリウレタン糸は、デュポンが開発したスパンデックス（商品名「ライクラ」）が広く用いられており、デュポンが米国の同族経営企業「コーク・インダストリーズ」に売却した子会社である「インビスタ」が事業を担う。日本ではインビスタと東レの合弁企業が供給している。

### 主なブランド
競泳用水着のブランドは多様化しており、各陣営がオリンピックや世界選手権の場を利用して勢力拡大を図っている。以下に、Finaが競技用として承認した主なブランドを纏める。企業名横の英字はFinaにおける水着承認コードの企業名。
| ブランド | 展開企業                                      | 日本におけるパートナー                    | 備考 |
| -------- | --------------------------------------------- | ----------------------------------------- | --- |
| adidas   | adidas社（ ドイツ。AD）                       | アディダスジャパン（日本子会社）          | - 元は後述arena社を子会社として設立したが、経営再建過程で分離。 自社で水着の事業展開を本格化させた。 |
| arena    | arena社（ フランス、 イタリア。AR）           | デサント（DE）                            | - デサントはarenaの元親会社・adidasの日本ライセンシーを失った見返りとして、アジア太平洋地域の一部国家における事業展開権を得た。 - Finaでは別企業として扱われている。 |
| asics    | アシックス（ 日本。AS）                       | アシックス（ 日本。AS）                   | - 後述・DIANAとの提携で競技用水着を展開していたが、 現在競技用は自社ブランドで展開。 |
| DIANA    | ディアナ社（ イタリア。DI）                   | アシックス                                | - アシックスは競技用を自社展開して以降、女性用フィットネス水着のみを販売している。 |
| Jaked    | ジャケッド社（ イタリア。JA）                 | フットマーク                              | - 2008年立ち上げの新興ブランド。 |
| MIZUNO   | ミズノ（ 日本。MI）                           | ミズノ（ 日本。MI）                       | - 長くSPEEDO陣営の一員として数々の先端技術開発を担ってきたが、2006年末、創業100年を機に「全商品を自社ブランド化する」方針を明確にし、SPEEDOとのアジア地区パートナー契約を2007年5月で終了させた。以後、「MIZUNO SWIM」として自社展開を図る。 |
| NIKE     | ナイキ社（ アメリカ合衆国。NI）               | フットマーク                              | - かつてはナイキジャパン（日本子会社）が直接販売を担当していたが、2011年よりフットマークがナイキジャパンを介する形でナイキ米本社とライセンス契約を結び、NIKEブランド水泳用品の日本国内における企画製造販売を行っている。ただし日本国内では児童・生徒向けのスクール水着やフィットネス向けがメインで、競技用水着はラインナップに含まれていない。 |
| SPEEDO   | スピード・インターナショナル（ イギリス。SP） | 三井物産 （国内生産担当：ゴールドウイン） | - 三井物産・ゴールドウイン連合はミズノがSPEEDOとのアジア地区パートナー契約を2007年5月で終了・撤退後に後を引き継ぐ形でライセンス契約を締結。 |
| TYR      | ティアスポーツ（ アメリカ合衆国。TY）         |                                           | - 日本では、1990年代にライトアベイルが代理店となり販売を担当していた（水着も日本国内で製造）が、2022年7月以降、米本社がデザインに関する規制を強化したことを受け、ライトアベイルは代理店契約を事実上終了させ、自社ブランド「RA」の立ち上げに至った。                                                                                            |
| YINGFA   | 東莞市英発実業有限公司（ 中国。YI）           |                                           | |
| ZOKE     | 洲克（ 中国。ZK）                             |                                           | |

世界ではフランスの「arena（アリーナ）」と英国の「SPEEDO（スピード）」の両陣営がメジャーとなっており、これにイタリアの「ディアナ（DIANA）」、日本の「アシックス（ASICS）」が続く。アメリカの「ナイキ（NIKE）」、ドイツの「アディダス（adidas）」なども世界市場に食い込んでいる。
かつて日本国内ではarenaを展開するデサント、SPEEDOとの契約を解消したミズノ、アシックスの3社が日本水泳連盟から各競技代表選手への水着供給メーカーとして指定されてきたが、ミズノと袂を分かったSPEEDOが開発した「レーザー・レーサー」が競泳界を席巻したことで状況が一変。日本水連は2008年の北京オリンピック代表選手が着用する競泳水着について、前述の国内3社に加え「レーザー・レーサー」の着用も認めることを決めた。その後2010年には日本代表の水着とキャップのサプライヤー契約を国内3社以外のメーカーからも公募することを発表した。
レーザー・レーサーの登場を受けて競合各社も技術力をつけてきたことや上記海外勢が日本への展開を本格化させたこともあり、国内各社も独自の世界戦略をとっているが、その中で2022年4月、アシックスが日本水泳連盟との「オフィシャルサプライヤー契約」を2022年度限りで解除することが明らかになった。アシックスの経営戦略の一環とみられ、同社の取扱商品からも水着が姿を消した。2024年2月現在、日本水連公式サイトのトップページにはオフィシャルサプライヤーとしてアリーナとミズノのロゴが表示されている。

## 水着インナー
水着着用時の専用下着（インナーウェア）がある。ただし、競泳の公式競技会においては、前述の規則改正により、水着1枚のみの着用に限定されたため、インナーの着用が全面禁止された。このため規則改正後に出荷された商品には、競技用水着着用時には使えない旨何らかの表記がなされている。

### ボトムス
- 局部の透け[16]・形状が出るのを防止
- アンダーヘアーの透け[16]・はみ出しを防止
- 雑菌の侵入を防ぐ
- 水着がずれたり脱げたり破損したときの局部露出防止
- 水着を試着するとき
- 水着着用時に突然の排便対策（乳幼児用のみ）
- 水着着用時の生理対策（生理用のみ）[17]
- 基本的に男女別にインナーがあるが、乳幼児用・子供用を中心に男女兼用のインナーもある。名称は製造元によって異なり、以下はその例を示す。
  - 乳幼児用 - 「水遊び用おむつ」「ベビー水着用アンダーパンツ」など
  - 子供用 - 「こども水着インナー」「キッズ水着インナー」など、他に大人用の名称に「こども」「キッズ」などを加えている場合もある
  - 大人用 - 「スイムサポーター」「スイムショーツ」「アンダーショーツ」「インナーショーツ」「スイムガードル」など
  - 生理用 - 「水泳用サニタリーショーツ」など
- メッシュ生地のインナーが取り付けられた男児用水着は陰茎部の皮膚がメッシュ生地に挟まり、取れなくなるため着用しないようにする[18]

### トップス

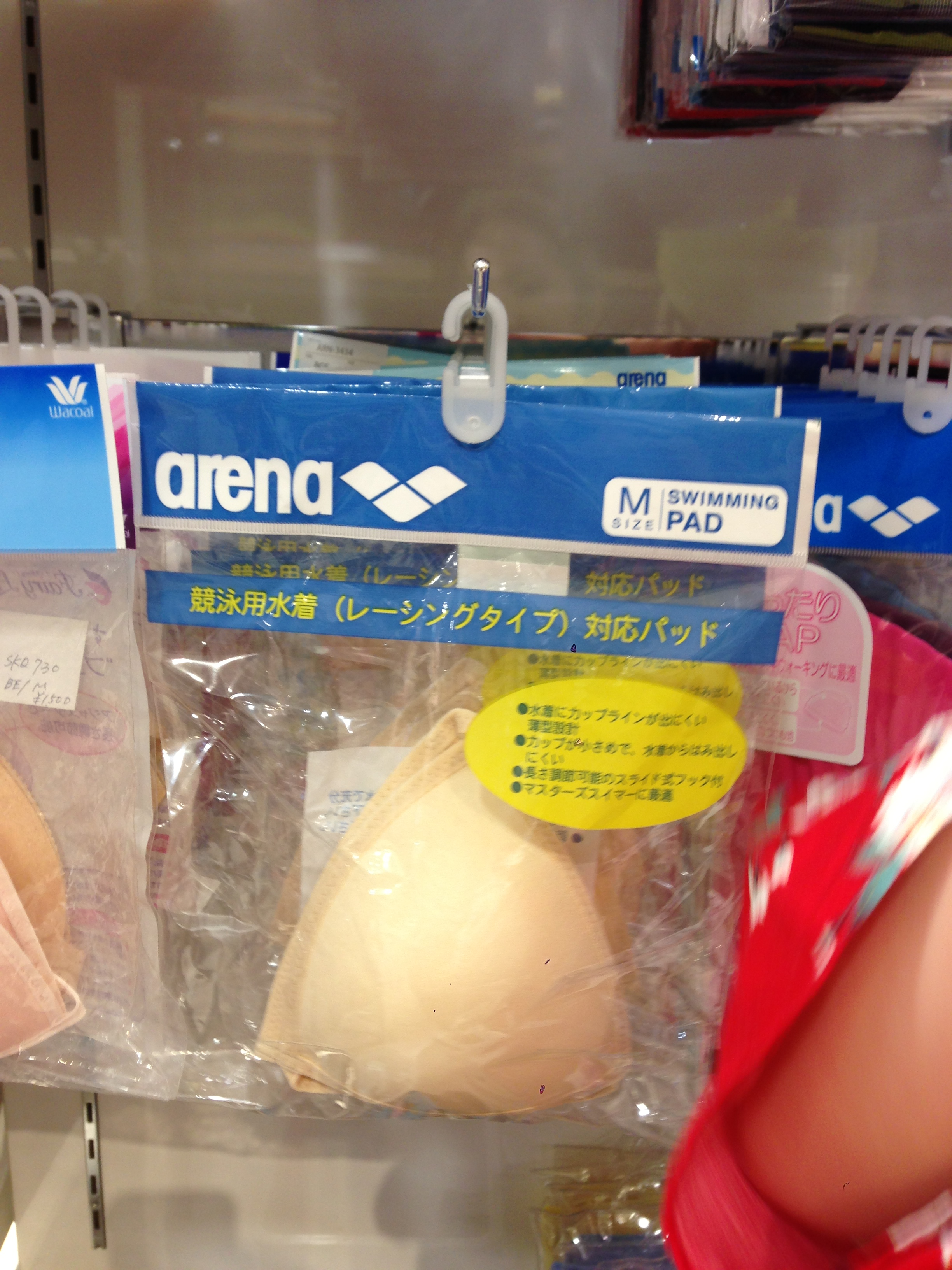
フックインナーパッド。水着・ブラジャー胸部のフック受けに取り付ける。

- 女性用水着・ジェンダーレス水着向けのインナー
- バストトップの透け[16]防止
- 水着のみ着用では不安なとき[19]・水着がずれたり脱げたり破損したときのバストトップ露出防止（ブラジャー・ニプレス）
- 名称は製造元によって異なり、以下はその例を示す。
  - 水着着用時用のブラジャー
    - スイムブラ
    - 水着専用トップスインナー
    - ヌーブラ・ビーチ

  - ニプレス
  - パッド（カップ）
    - スイムパッド
    - インナーパッド
    - スイムカップ
    - 取付方法による分類
      - 差し込み -  差し込みパッド（カップ）を胸部が袋状になっている水着・ブラジャーに差し込む場合。このタイプの水着・ブラジャーでパッド（カップ）無し（外す）でもバストトップが透けない場合がある[20][16]。
      - フック - フックパッド（カップ）を水着・ブラジャー胸部のフック受けに取り付ける場合。
      - 縫い付け - 水着・ブラジャーの胸部に縫い付け用のパッド（カップ）を縫い付ける場合。差し込み・フックどちらの方法でも取付が出来ない水着にインナーを取り付ける場合は必然的に縫い付けとなる。

    - 思春期に入り乳房の発達が始まる平均身長が134.1±6.8cm[21]であることから、メーカーによって130cmサイズ以上または140cmサイズ以上の水着・ブラジャーで差し込みまたはフックによってパッド（カップ）が取り付けられるタイプが多くなる[22][23]。
    - パッド（カップ）が購入時から取り付けられている水着・ブラジャーもある。
    - 胸を盛れるパッド（カップ）もある。[24]。